# Gränd

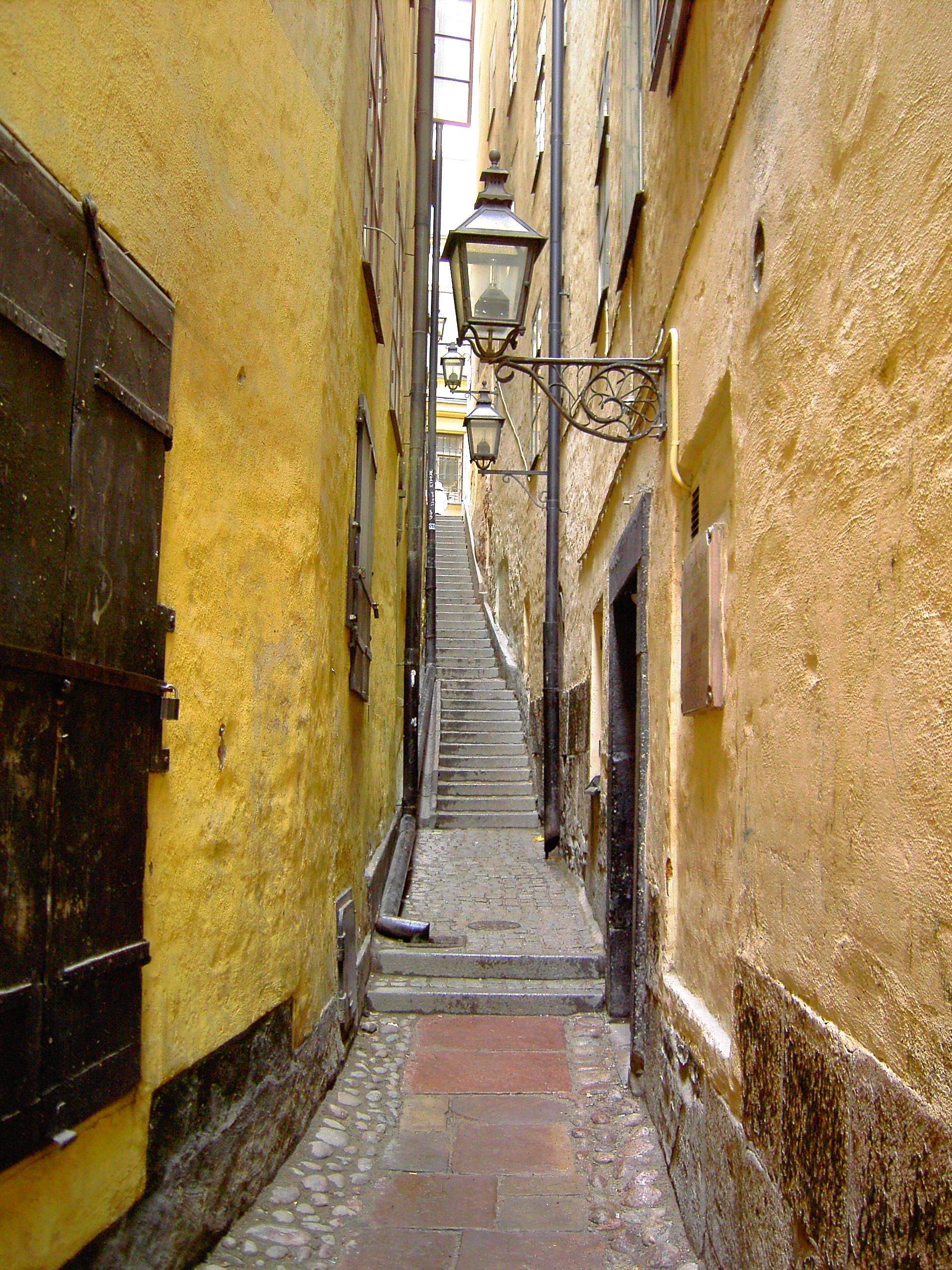
Mårten Trotzigs gränd i Stockholm

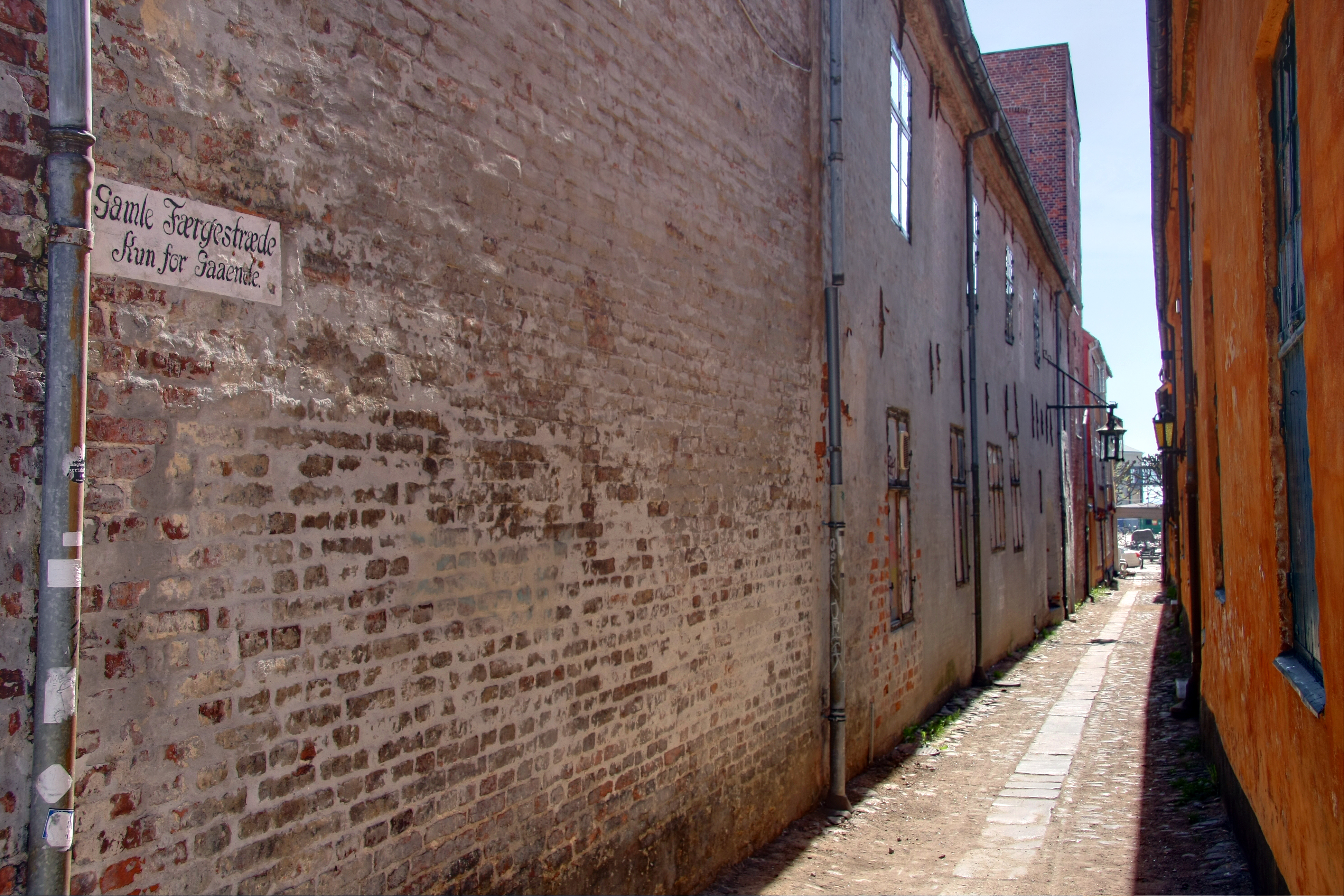
Gamle Færgestræde i Helsingör

Gränd kallas en mycket smal gata, ofta avgränsad av höga murar eller hus. Gränden är normalt så smal att biltrafik inte är möjlig på den. Gränder förekommer ofta i de äldre delarna av en gammal stad, medan nutida stadsplanering försöker undvika detta till förmån för en ljus och luftig miljö. I Stockholm i Gamla stan finns det många gränder varav flera är riktigt smala.
Ordet gränd användes även av de kringvandrande skinnarna från Malung som beteckning på ett skinnarlags arbetsdistrikt.

## Kända gränder i Stockholm
- Gåsgränd
- Mårten Trotzigs gränd